# Volume 8: The Threat Is Real
Volume 8: The Threat Is Real (в переводе с англ. — «Том 8: Угроза реальна») — восьмой студийный альбом американской группы Anthrax, выпущенный в июле 1998 года.Эта работа явилась единственным альбомом, выпущенным группой на лейбле Ignition Records.
Альбом задумывался как возвращение Anthrax в стан лидеров трэш-метала, однако продажи пластинки оказались не очень успешными.
Диск занял 118-е место в американском чарте Billboard 200.

## Список композиций
Все тексты написаны написаны Джоном Бушем и Скоттом Иэном, вся музыка написана Чарли Бенанте, кроме отмеченных особо песен.
| №                   | Название                | Музыка               | Длительность |
| ------------------- | ----------------------- | -------------------- | ------------ |
| 1.                  | «Crush»                 |                      | 4:22         |
| 2.                  | «Catharsis»             | Бенанте, Фрэнк Белло | 4:53         |
| 3.                  | «Inside Out»            |                      | 5:31         |
| 4.                  | «Piss N Vinegar»        |                      | 3:12         |
| 5.                  | «604»                   | Бенанте, Иэн         | 0:35         |
| 6.                  | «Toast to the Extras»   |                      | 4:24         |
| 7.                  | «Born Again Idiot»      |                      | 4:18         |
| 8.                  | «Killing Box»           |                      | 3:36         |
| 9.                  | «Harm’s Way»            | Бенанте, Иэн         | 5:13         |
| 10.                 | «Hog Tied»              |                      | 4:37         |
| 11.                 | «Big Fat»               | Бенанте, Иэн         | 6:03         |
| 12.                 | «Cupajoe»               | Бенанте, Иэн         | 0:46         |
| 13.                 | «Alpha Male»            |                      | 3:05         |
| 14.                 | «Stealing from a Thief» |                      | 5:32         |
| 15.                 | «тишина»                |                      | 2:32         |
| 16.                 | «Pieces» (скрытый трек) | Белло                | 4:58         |
| Общая длительность: | Общая длительность:     | Общая длительность:  | 63:37        |

| №                   | Название                                                            | Автор(ы)                                                         | Длительность |
| ------------------- | ------------------------------------------------------------------- | ---------------------------------------------------------------- | ------------ |
| 16.                 | «Giving the Horns»                                                  |                                                                  | 3:34         |
| 17.                 | «The Bends» (кавер-версия Radiohead)                                | Джонни Гринвуд, Колин Гринвуд, Эд О’Брайен, Фил Селуэй, Том Йорк | 3:52         |
| 18.                 | «Snap/I’d Rather Be Sleeping» (кавер-версия Dirty Rotten Imbeciles) | Курт Брехт, Спайк Кэссиди, Джон Менор, Эрик Брехт                | 2:14         |
| Общая длительность: | Общая длительность:                                                 | Общая длительность:                                              | 73:18        |

## Участники записи
Список составлен по сведениям базы данных Discogs

| Anthrax: - Джон Буш — ведущий вокал - Скотт Иэн — ритм-гитара, бэк-вокал - Фрэнк Белло — бас-гитара, бэк-вокал - Чарли Бенанте — ударные, перкуссия, гитары Приглашённые музыканты: - Фил Ансельмо — бэк-вокал в «Killing Box» - Даймбэг Даррелл — гитарное соло в «Inside Out» и «Born Again Idiot» - Пол Крук — гитарное соло в «Killing Box», «Hog Tied», «Big Fat», «Stealing from a Thief» Технический персонал: - Anthrax — продюсирование | Технический персонал: - Пол Крук — продюсирование, звукорежиссура - Крис Шелдон — инженер микширования - Пол Шатроу — ассистент инженера микширования - Тим Габор — художественное оформление, дизайн обложки - Билл Филпутт — фотографии - Марк Вайс — фотографии - Скотт Иэн — фотографии - Чарли Бенанте — фотографии - Джин Амбо — фотографии |

## Позиции в хит-парадах
| Чарт (1998)                         | Высшая позиция | Пребывание |
| ----------------------------------- | -------------- | ---------- |
| Великобритания (UK Albums Chart)    | 73             | 1 неделя   |
| Германия (Offizielle Top 100)       | 43             | 5 недель   |
| США (Billboard 200)                 | 118            | 2 недели   |
| Финляндия (Suomen virallinen lista) | 38             | 1 неделя   |